# Henonemus
Henonemus is een geslacht van straalvinnige vissen uit de familie van de parasitaire meervallen (Trichomycteridae).

## Soorten
- Henonemus intermedius (Eigenmann & Eigenmann, 1889)
- Henonemus macrops (Steindachner, 1882)
- Henonemus punctatus (Boulenger, 1887)
- Henonemus taxistigmus (Fowler, 1914)
- Henonemus triacanthopomus DoNascimiento & Provenzano, 2006